# Тистед (город)
Тистед (дат. Thisted) — город в Дании.
Тистед находится на северо-западе полуострова Ютландия, на левом берегу Лим-фьорда. Административно входит в одноимённую коммуну региона Северная Ютландия. Численность населения города составляет 12 379 человек (на 2009 год). Тистед — конечный пункт железной дороги, начинающейся в городе Струер.
Статус города Тистед получил в 1500 году. В Средние века был крупным торговым центром.
В Тистеде находится Лангдос — крупнейший в Дании погребальный вал — курган из эпохи бронзового века. Его длина составляет 175 метров. Был создан между 1800 и 1000 годами до нашей эры.
Тистед — родина крупного датского писателя Енса Петера Якобсена, гроссмейстера Бента Ларсена и хирурга Грете Раск, ставшей одной из первых жертв СПИДа в Европе.